# Polyrhachis fissa
Polyrhachis fissa är en myrart som beskrevs av Mayr 1902. Polyrhachis fissa ingår i släktet Polyrhachis och familjen myror. Inga underarter finns listade i Catalogue of Life.

## Bildgalleri

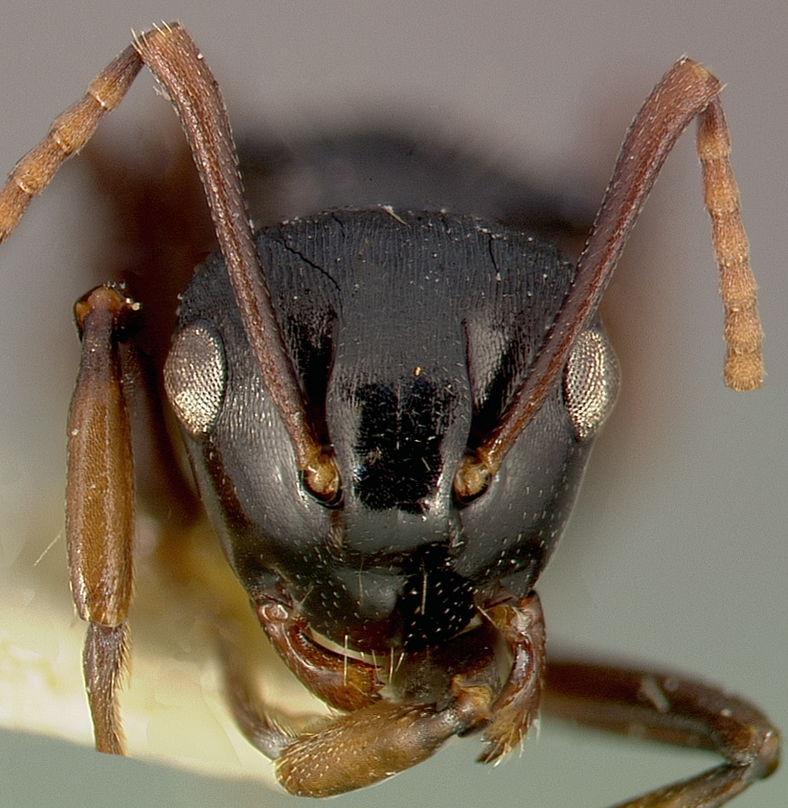
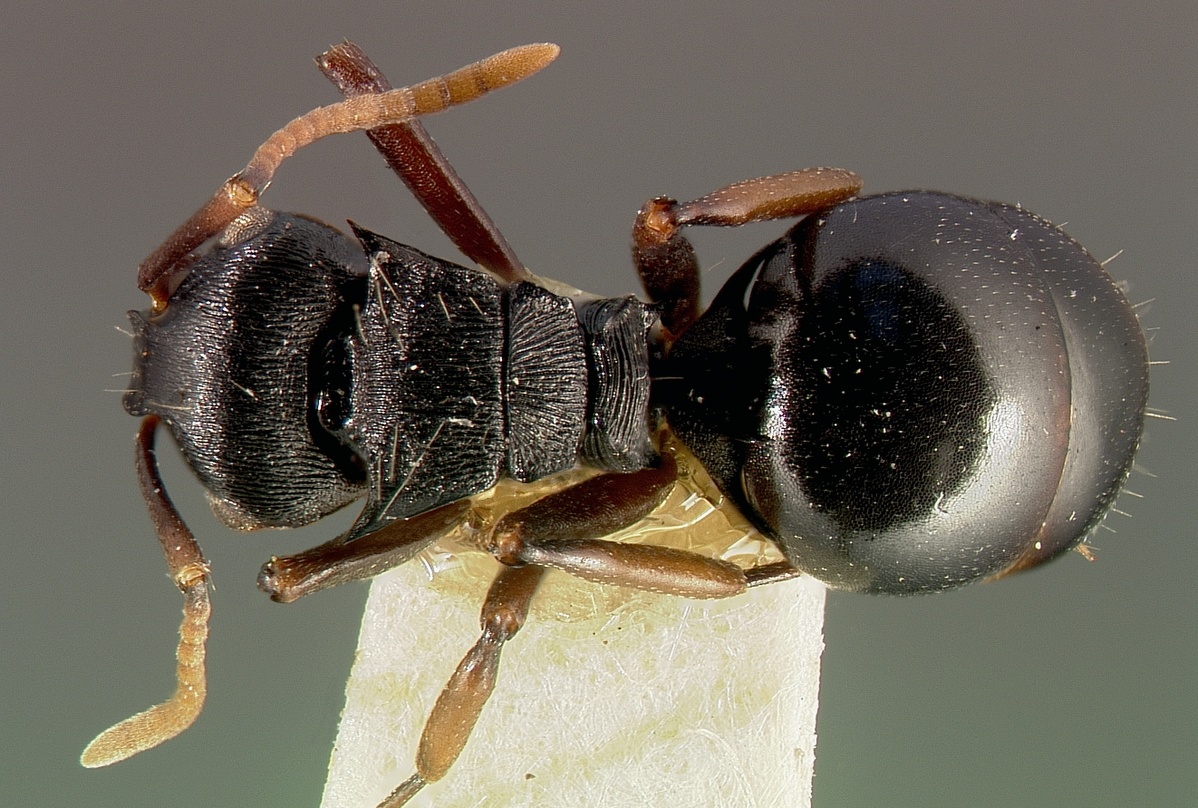
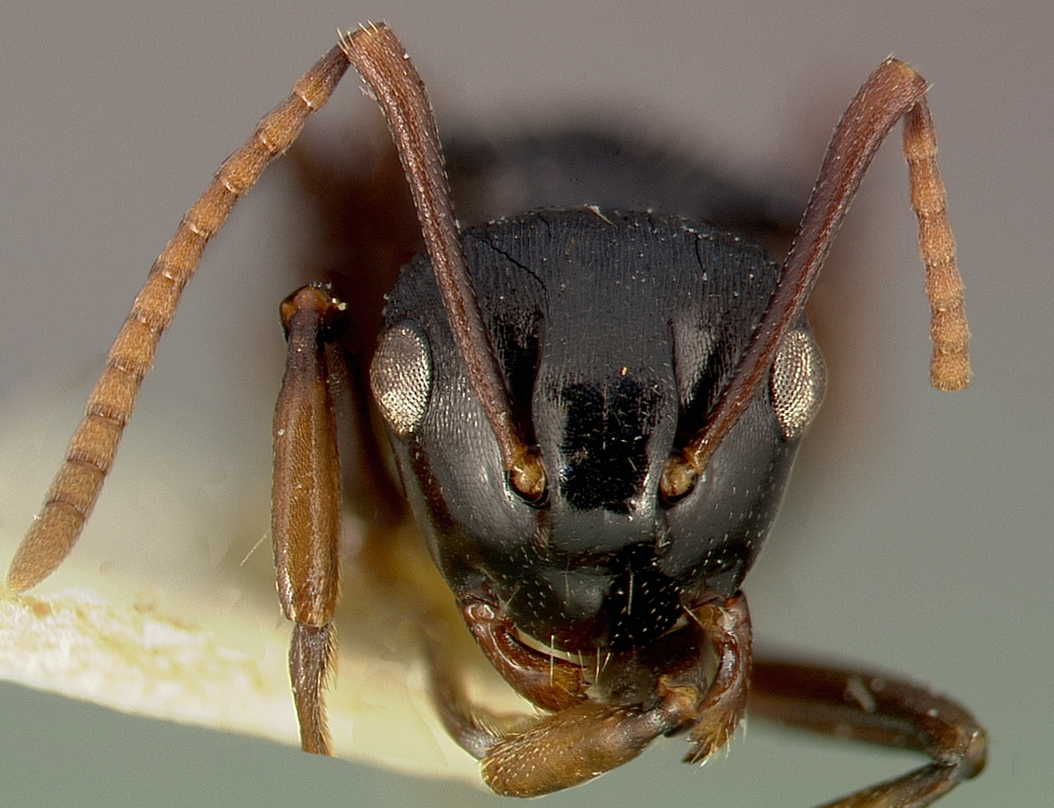
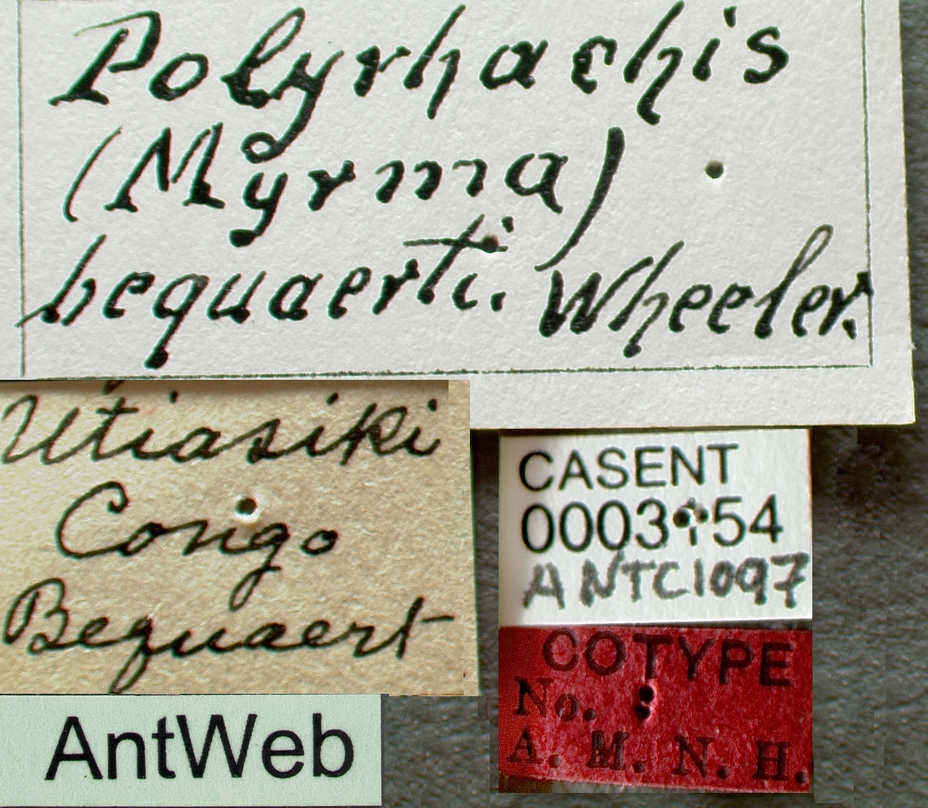
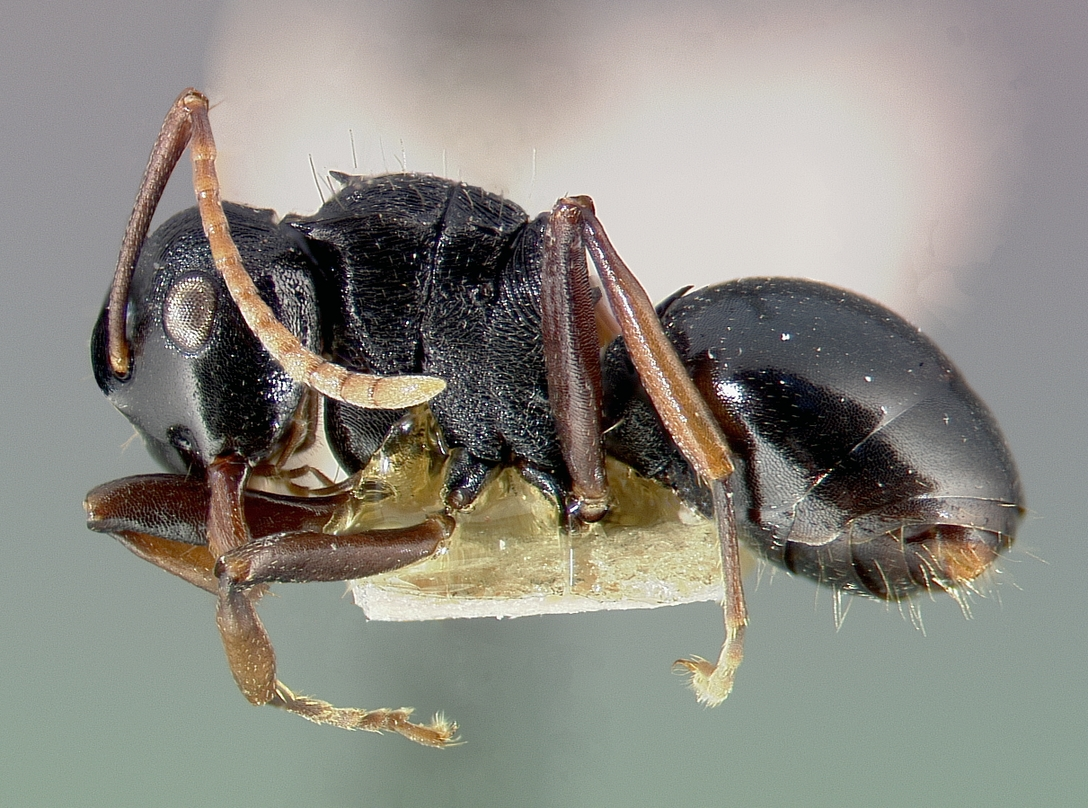
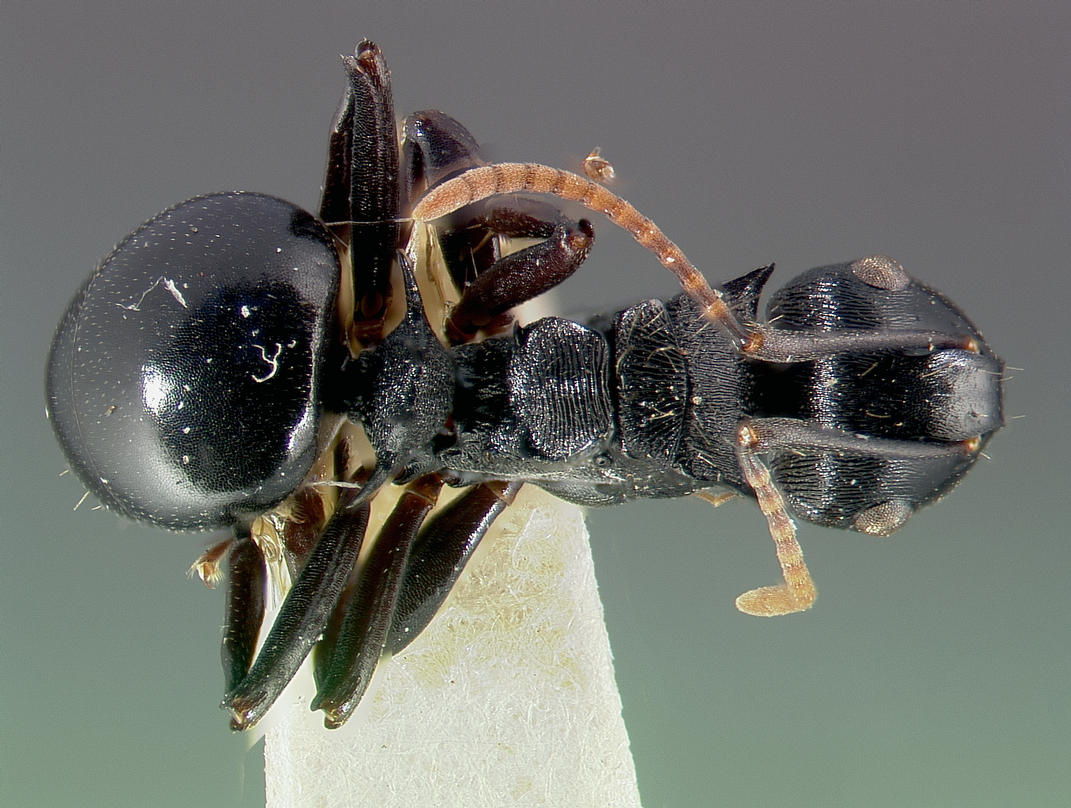